# Jhon García
Jhon Freddy García Fería (nascido em 25 de maio de 1974) é um ciclista profissional colombiano que compete tanto em provas de estrada quanto de pista. Representou seu país, Colômbia, no ciclismo nos Jogos Olímpicos de Verão de 1996 e 2000.